# Instängd
Instängd är en brittisk skräckfilm från år 2005. Den är regisserad av Neil Marshall som också har skrivit manus. Den släpptes i Storbritannien den 8 juli 2005 efter att ha premiärvisats den 6 juli samma år.

## Handling
Filmen handlar om ett gäng tjejer som gillar äventyr som till exempel forsränning och bergsklättring. De tar hellre risker än har tråkigt. Juno (Natalie Mendoza) är ledaren i gruppen, men det är kring Sarah (Shauna Macdonald) det mesta kretsar. Sarah, som miste sin man och sin lilla dotter i en bilolycka börjar, sedan ett år gått, komma tillbaka till ett normalt liv. Nu ska väninnorna samlas, denna gång för att utforska ett grottsystem i USA. Men saker och ting går snett. Grottan rasar samman och de går vilse under jorden. Det är inte bara det kompakta mörkret som hotar dem, det finns också något annat där nere i grottorna – något som är ute efter dem. I skräckens stund skakas gruppen av spänningar och svek och sammanhållningen sätts på prov. Snart hotas de inte bara av det okända utan också av varandra. 

## Rollista (i urval)
- MyAnna Burning -  Sam
- Natalie Jackson -  Juno
- Shauna Macdonald -  Sarah
- Saskia Muldur -  Rebecca
- Nora Jane-Noone -  Holly
- Alex Reid -  Beth
- Oliver Milburn - Paul (Sarah's husband)